# Río John Day
El río John Day (del inglés: John Day River) es un largo río del noroeste de los Estados Unidos, uno de los principales afluentes del río Columbia que discurre por el noroeste del estado de Oregón. Tiene aproximadamente 452 km de longitud y drena una cuenca de 20 720 km². Tiene una descarga media de 58 m³/s.
Históricamente, el río fue nombrado por John Day (c. 1770-1820), uno de los miembros de la Expedición de Astor, del grupo que partió por tierra de San Luis (Misuri) en 1810 para buscar una ruta de abastecimiento hasta la boca del río Columbia. John Day vagó perdido por esta parte de Oregón en el invierno de 1811-1812, cuando abandonó la expedición de regreso dirigida por Robert Stuart.

## Geografía
El río John Day y sus afluentes drenan la mayor parte del lado oeste de las montañas Blue, fluyendo a través de una región muy poco poblada situada al este de la cordillera de las Cascadas, una de las zonas más áridas del estado de Oregón. Fluye a través de cañones de gran belleza paisajística, excepcionales en su curso superior, con una serie de importantes sitios paleontológicos a lo largo de sus orillas. Desagua en el río Columbia aguas arriba de la garganta del río Columbia.
El río John Day no tiene ningún embalse ni presa a lo largo de todo su curso, siendo el segundo río más largo de todos los que fluyen libremente en los Estados Unidos contiguos. Sus aguas son usadas de forma extensa para el riego. Su curso proporciona hábitat para diversas especies, como la trucha arco iris —bajo protección federal de especies en peligro de extinción— y el salmón chinook —también propuesto para protección de la ESA («Endangered Species Act»). 

### Descripción de su curso

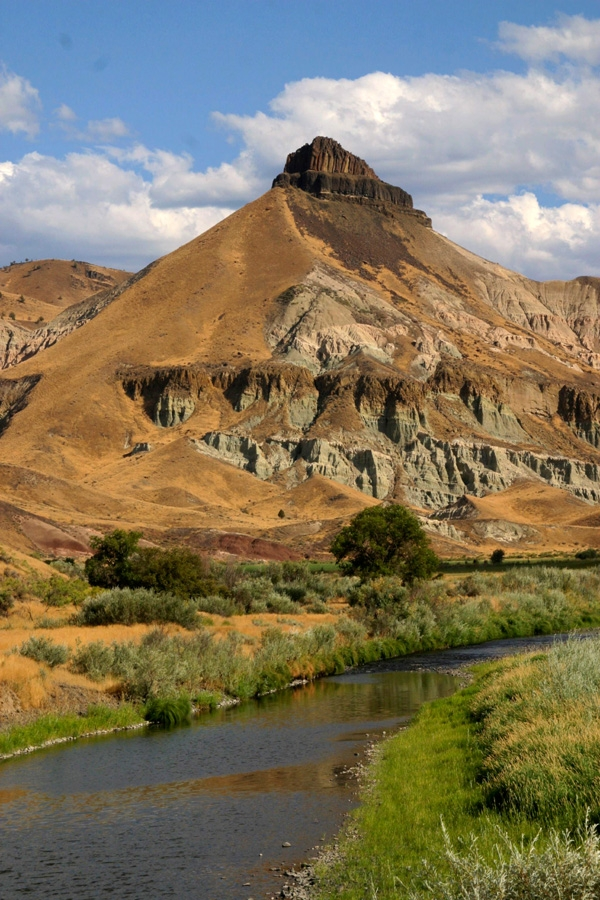
El río John Day a su paso por Sheep Rock, en el monumento nacional John Day Fossil Beds.

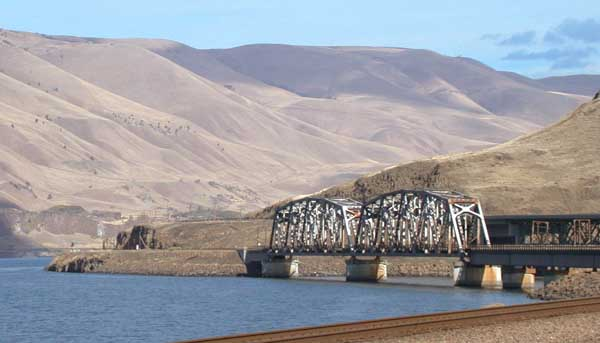
Boca del río John Day en el río Columbia, atravesado por un puente de ferrocarril.

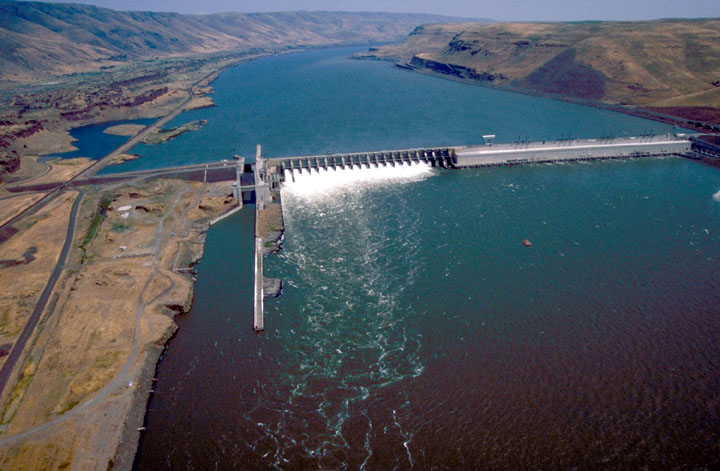
La presa John Day, en el río Columbia, localizada a unos 3 km aguas abajo de la desembocadura del río John Day.

El principal ramal del río John Day nace en las montañas Strawberry («Strawberry Mountains»), en la zona suroriental del condado de Grant y este ramal, y sus otros tres ramales principales, tiene sus fuentes en diferentes partes del bosque nacional Malheur («Malheur National Forest»). El ramal principal corre inicialmente en dirección norte, y llega al valle John Day, donde gira hacia el oeste y llega a las dos principales localidades que atravesará en todo su curso, las pequeñas Prairie City (1080 hab. en 2000) y la homónima John Day (1821 hab.). Desde Prairie City, el río sigue paralelo a la carretera estatal Oregon Route 19, entrando en un estrecho valle que sigue en la misma dirección oeste, hasta llegar a Dayville (138 hab.), en el oeste del condado de Grant, donde se une al ramal Sur («South Fork John Day River») (87 km). Luego fluye hacia el Norte, acompañándole en este tramo la carretera estatal Oregon Route 19, a través de la garganta Picture («Picture Gorge») y pasa por la unidad Sheep Rock del monumento nacional John Day Fossil Beds («John Day Fossil Beds National Monument»), declarado en 1974. 
En Kimberly , en el noroeste del condado de Grant, se le suma el ramal Norte («North Fork John Day River») (un largo afluente de 172 km al que ya se había unido el ramal Medio («Middle Fork John Day River», de 117 km, por encima de Monument). El río John Day sigue en dirección oeste a través de condado de Wheeler, pasando por la pequeña localidad de Spray (140 hab.) y recibiendo luego al arroyo Service, por la izquierda, proveniente del sur, donde la carretera Route 19 le deja para adentrarse hacia el norte por el valle del Service. A partir de aquí, el río entra en un largo tramo de 237,5 km, casi hasta su desembocadura, en que ha sido considerado un río salvaje y paisajístico nacional (declarado el 28 de octubre de 1988, «John Day Wild and Scenic River»). En este tramo que discurre por una región bastante árida y abrupta, llega al cañón Juniper, donde recibe al arroyo Cherry por la izquierda y procedente del este. Aquí, en Grade , el John Day vira hacia el Norte, y da inicio un tramo en que el río será hasta su desembocadura, el límite natural entre condados, primero entre Wheeler (este) y Jefferson (oeste), más adelante entre Wheeler y Wasco (oeste), y finalmente entre Gilliam (este) y Sherman (oeste).
En el tramo fronterizo del condado de Wasco alcanza la Unidad Clarno del Monumento Nacional John Day Fossil Beds. A medida que se acerca el río Columbia, en la parte norcentral de Oregón, fluye en un curso cada vez más meándrico por el fondo de un estrecho cañón, en el que va recibiendo multitud de pequeños ríos y arroyos, también en valles muy encajados o cañones. Los principales afluentes en este tramo son los siguientes: por la derecha, desde el este, al arroyo Buttle; luego, por la izquierda, y llegando del oeste, al Pine Hollow y casi enfrente, por la derecha, desde el este, al arroyo Thirtymile; después, también por la derecha y desde el este, al arroyo Ferry; y casi en el tramo final, por la derecha, llegando del sur, al arroyo Hay.
Se une al río Columbia desde el sureste, aproximadamente a 26 km aguas abajo, al noreste, de Biggs (50 hab.). La desembocadura del río se encuentra en el estrecho y largo embalse del lago Umatilla (177 km de longitud), formado en el Columbia por la presa John Day (construida entre 1958-1971), aproximadamente a 3 km aguas abajo de la boca del John Day.

## Usos recreativos y ecosistema
El río John Day es navegable por pequeñas balsas y otras embarcaciones fluviales. Su curso inferior se utiliza para el riego de tierras de cultivo y ganadería. En 1988, el Congreso de los Estados Unidos designó 237,4 km del río, desde el arroyo Service hasta las cataratas Tumwater Falls, como río pintoresco («John Day Wild and Scenic River»), como parte del programa nacional de protección de ríos («National Wild and Scenic River»). El segmento del río es un destino popular para la pesca deportiva de especies anádromas como la trucha arco iris y otros peces de aguas tibias, así como para la práctica de balsismo en aguas bravas. 
Además, hay salmón chinook, lubina, trucha redband, trucha toro y trucha westslope cutthroat. No hay criaderos de salmón o suelta de truchas en el río John Day.

## Geología

### Formación de John Day
La formación de John Day representa una serie de ecosistemas de bosques caducifolios que van desde el Eoceno superior (hace 37 millones de años) hasta el Mioceno inferior (hace 20 millones de años). Se han descubierto más de cien grupos de mamíferos, incluyendo representantes de perros, gatos, cerdos, caballos, camellos, rinocerontes, roedores, y géneros como  Temnocyon o Merycoidodon. Durante este tiempo, muchos acontecimientos volcánicos dejaron su «huella» en delgadas capas de ceniza volcánica, que se endurecieron en el adobe. Estas capas han sido datadas con precisión por medios radiométricos y por comparación con las mismas capas en otras localidades, lo que permite utilizarlas como marcadores temporales en esta formación.